# 대한합기도회
대한합기도회(大韓合氣道會, KAF, Korea Aikido Federation)는 대한민국의 合氣道(Aikido)를 관장하는 스포츠 행정 기구이다.

## 같이 보기
- 합기도(合氣道,Aikido)
- 국제합기도연맹